# Vera Broido
Vera Broido (geboren 7. September 1907 in Sankt Petersburg; gestorben 11. Februar 2004 bei Stevenage) war eine russisch-britische Schriftstellerin.

## Leben
Vera hatte während der Zarenzeit zusammen mit ihrer Mutter Eva Lwowna Broido drei Jahre im sibirischen Exil verbracht, in Moskau und Sankt Petersburg Krieg und Revolution erlebt, und lebte ab 1920 in der russisch-jüdischen Gemeinde in Berlin.
1925 ging sie für einige Zeit nach Paris an die Sorbonne. Wichtiger war ihr jedoch das Studium der Malerei bei Alexandra Exter und das Charlestontanzen bei Stanislawskis Sohn.
Um 1930 kehrte sie nach Berlin zurück. Hier verkehrte sie in der Berliner Bohème und begann eine langjährige Menage-à-trois mit dem Dadaisten Raoul Hausmann und seiner Frau Hedwig Mankiewitz. Sie wurde seine Muse und das Modell seiner berühmten Serie von Aktfotos. Im März 1933 begleitete sie die beiden nach Ibiza. Häufig als Flucht nach der Machtergreifung Hitlers interpretiert, spricht Broido in ihren Erinnerungen allerdings von einem Sommerurlaub. Für die Hausmanns wurde die Insel zum Exil (bis 1936). Broido aber entschied sich im August 1934 Raoul Hausmann zu verlassen, konnte jedoch wegen ihrer jüdischen Herkunft nicht zurück nach Berlin und emigrierte nach England.
1941 heiratete sie Norman Cohn und fünf Jahre später wurde ihr Sohn Nik Cohn geboren.
Sie unterstützte mit ihren Sprachkenntnissen Norman Cohn bei dessen Recherchen zur Frühgeschichte der Protokolle der Weisen von Zion.

## Werke
- Russische Kindheit, 1933
- Apostles into Terrorists: Women and the Revolutionary Movement in the Russia of Alexander II, 1977
- Lenin and the Mensheviks, 1987
- Daughter of Revolution: a Russian Girlhood Remembered, 1988, Deutsch: Tochter der Revolution. Erinnerungen, aus dem Englischen von Jürgen Schneider, Edition Nautilus, Hamburg 2004